# Ibrahim Abushaala – "Gadafi"
Ibrahim Abushaala – "Gadafi" (Misrata, Libijska Republika, 28. srpnja 1955. – Lipik, Republika Hrvatska, 28. studenoga 1991.), bojnik HV-a, bio je jedan od heroja obrane Lipika, a od 29. listopada do svoje smrti, 28. studenoga 1991., zapovjednik 1. lipičke satnije 76. samostalnog pakračkog bataljuna te samim time i zapovjednik obrane Lipika.

## Život do rata
Ibrahim Abushaala rodio se 28. srpnja 1955. u Misrati u Libiji. Otac Milad i majka Fazlija imali su 17 djece. Po zanimanju je bio medicinski tehničar. U Libiji je kao vojnik sedam godina služio vojsku i sudjelovao u Libijsko-čadskom ratu stekavši zavidno vojno iskustvo. U slobodno vrijeme bavio se boksom. Nevjenčanu suprugu Zoricu Jurki upoznao je u Libiji, gdje je osam godina radila kao medicinska sestra. Nakon njezinog povratka u Hrvatsku, on je došao za njom. Prije Domovinskog rata živio je u Lipiku u Ulici Petra Svačića 11. Lipičani su ga prozvali Gadafi - prema bivšem predsjedniku Libije, a bio je među Lipičanima poznat i pod nadimkom Martin. Iako je po nacionalnosti bio Libijac, Hrvatsku je zavolio kao svoju drugu domovinu. Odlučio je braniti svoju obitelj i prijatelje. 

## Rat
U organizaciju obrane Lipika uključio se preko šogora Ivice Marekovića. Naime, njih dvojica stanovali su u istoj kući. Ivica je bio predsjednik Savjeta Mjesne zajednice, kasnije Kriznog štaba Lipik, predsjednik HDZ-a Lipik i tajnik HDZ-a Općine Pakrac. Još u predratno vrijeme Gadafi je zajedno sa svojim šogorom, a kasnije i sam, obilazio noćne straže u Lipiku i okolici. Početkom rata vrlo brzo je svojim pokazanim vještinama i poznavanjem oružja stekao zavidan ugled. Postao je jedan od zapovjednika obrane grada i jedan od najvećih lipičkih ratnika. Kao jedan od zapovjednika bio je stacioniran u Zapovjedništvu u Hotelu Begovača. Bio je zadužen za koordinaciju punktova i za koordinaciju s Policijskom postajom Pakrac. Obilazio je punktove od Dobrovca do Filipovca. 
Kao stručnjak za gerilsko ratovanje, Gadafi je vršio mnogobrojna izviđanja terena. Npr. vršio je izviđanje i za specijalnu postrojbu MUP-a koja je minirala drveni most na rijeci Pakri podno Lipičkih vinograda. 
Uoči ulaska neprijatelja u Lipik, noću s 11. na 12. listopada, povukao se sa suborcima iz hotela Begovača u centar Lipika. U 5 sati toga dana, na radnom sastanku u centru Lipika, susreo se s Dragom Kurucom. Prisjeća se njegovih riječi: "Vojnik neće u Lipik, most je srušen". Nažalost srušeni most nije mogao zadržati neprijatelja. Poslije žestokih borbi, povukao se sa suborcima u sjeverni dio grada.
Tamo su se organizirali i krenuli u protunapad. Skupina u kojoj se nalazi Gadafi kreće se prema Frankopanskoj ulici. Iz skupine se izdvajaju Gadafi, Nikola Oršanić, Brada i Karaula. Preko polja odlaze do dijela Lipika zvanog Grabik. Uvidjevši da je neprijatelj već ušao u Grabik i u Ulicu Matije Gupca, vraćaju se u Frankopansku pomoći suborcima. U tim borbama pogibaju Oršanić i Karaula, a Gadafi i Brada se povlače prema sjeveru. Nakon toga Gadafi je stacioniran u novoosnovanom zapovjedništvu u Filipovcu. Odakle ponovo koordinira novoosnovanim punktovima u Lipiku. Obilazio je sve punktove, raspitivao se o problemima branitelja i nastojao ih riješiti. Sudjelovao je u mnogim uličnim borbama s nadmoćnijim neprijateljem. 
Poslije pogibije Berislava Ivoševića, prvog zapovjednika 1. satnije 76. samostalnog bataljuna, na toj dužnosti nasljeđuje ga Gadafi. Na toj dužnosti ostaje do svoje pogibije 28. studenoga 1991. godine. Nakon njega tu dužnost preuzima Blaško Skender. Suborci ga pamte kao velikog hrvatskog domoljuba, smirenog i hrabrog ratnika. Ulijevo je samopouzdanje svojom pojavom i djelovanjem. Upoznavao je hrvatske branitelje s tehničkim i taktičkim karakteristikama njima nepoznatog oružja kao što su ose, zolje i maljutke. Preuzeo je vodstvo i obuku osnovane interventne postrojbe. Dao je ovom gradu i ovoj državi više nego mnogi domaći ljudi. Za njega su mnogi rekli: "kamo sreće da smo imali više takvih." Stručnjak za gerilsko i urbano ratovanje, velikih improvizacijskih sposobnosti, znao se sasvim približiti neprijateljskim položajima. Zato su mnogi odbijali odlaziti s njime u akcije. Znao je reći: "Dajte mi petnaest ljudi i stići ću do Save." Problem je bio, što u to vrijeme u Lipiku nije ni bilo mnogo više od 15 ljudi. Teže je govorio hrvatski, miješao je riječi i padeže, no ipak je osvojio simpatije mnogih Lipičana. Znao je pričati o tome kako je ratovao u Čadu i ratnim pravilima koja su tamo vladala: "Ako se skloniš u džamiju, groblje ili bolnicu nitko ti neće ništa, a ovdje...", te je dodao: "Kad bih ja pričao u Libiji kakav se prljavi rat u Hrvatskoj vodi, oni mi ne bi vjerovali."
U dokumentarnom filmu "Lipik je nas", slikovito ga je opisao jedan njegov suborac: "Najteže mi je bilo kada je Gadafi poginuo. On nam je bio zapovjednik prilikom pada Lipika. Gadafi je lipički zet. On vam je strašan borac. Išao je kada nitko nije mogao. Svatko se bojao ići s njime. Na primjer navečer, ode on oko 10 sati u izviđanje sam sa IC uređajem. Nakon toga dođe i traži čovjeka koji će ići s njime, samo da mu nosi rakete za osu. Dečki su većinom odustajali na pola puta; on je nastavljao sam. Uvijek se vraćao, no taj put nije. Nije to bila greška, nego sudbina. On je znao reći: Ako te Bog neće - neće, al' kad te hoće - hoće!"
Zadnju noć prije pogibije proveo je na punktu u Ulici Nikole Tesle. Imao je predosjećaj da će poginuti. Okupljenima je tada rekao: "Ja ću sutra poginuti." Nažalost, njegova slutnja se obistinila. Dana 28. studenoga prilikom pada Lipika, poginuo je u sjevernom dijelu Crkvene ulice u uličnim borbama s neprijateljem. 

## Okolnosti pogibije
Jedan od najjačih napada na Lipik otpočeo je 27. studenog 1991. godine. U međuvremenu su u Lipik pristigli niški specijalci koji su stvorili određenu vojnu prevagu u uličnim borbama. Već tog dana hrvatske snage trpjele su gubitke. Ranjeni su hrvatski branitelji Goran Lukić i Siniša Grubišić. Sljedeći dan bio je još teži. Borbe su se vodile po cijelom Lipiku. Neprijatelj je već ušao u dio Crkvene i Frankopansku ulicu. Skupina hrvatskih branitelja iz pravca mjesnog groblja, krenula je u akciju na neprijatelja u južnom dijelu Crkvene ulice. Spuštala se potkućnicama između Crkvene i Frankopanske ulice. U jednom trenutku, otvorena je na njih unakrsna vatra iz dijela Crkvene, te iz Frankopanske ulice. Tijekom borbe, hrvatski branitelj Branko Marinčić - Đinac iz Čakovca, pokušao je zoljom eliminirati neprijateljskog strijelca u susjednoj kući, no tom je prilikom pogođen. Uvidjevši da mu je suborac mrtav, a ostanak na ovim položajima opasan, počeli su se povlačiti prema groblju. Izvlačili su se jedan po jedan dok su ih ostali štitili vatrom iz pješačkog naoružanja. Posljednji su ostali Josip Komljenović, Zvonko Novokmet i Robert Klasnić. Prvi se od njih do susjednog dvorišta povukao Zvonko Novokmet i od tamo nastavio vatrom štiti ostale suborce. Robert i Josip odlučili su se povući istovremeno. Kada su izašli iz zaklona i potrčali, Robert je odmah pogođen metkom. Josip je samo okrznut kroz hlače, dok je drugi metak pogodio drvenu oplatu kalašnjikova. Ne vjerujući da je Robert mrtav, vukao ga je još deset metara, a potom se povukao prema groblju.
Hrvatski branitelji koji su se nalazili u blizini groblja, na kraju Crkvene i Nazorove ulice, s tugom su primili vijest o Robertovoj smrti. Gadafi je odlučio zapucati po neprijatelju koji je već kontrolirao veći dio Crkvene ulice. Izašao je iz zaklona i zaklonjen iza električnog stupa uz Melićevu kuću ispalio je tromblon na neprijatelja. Tada se vratio u zaklon po novi tromblon. Prilikom istovjetnog pokušaja, izašavši iza električnog stupa, bio je pogođen metkom na mjestu gdje se spaja pancirka. Samo je kleknuo i izustio svoje posljednje riječi onim svojim hrvatskim: "Nemam nogu, ja gotov!" i poljubio privjesak na lančiću. Suborci su ga tih nekoliko metara izvukli u zaklon iza Melićeve kuće, ali je bilo prekasno.

## Poslije smrti
Nakon osvajanja Crkvene ulice neprijatelj je na svojoj televiziji prikazao tijela Gadafija i, također tog dana, poginulog hrvatskog branitelja Branka Marinčića - Đinca, uz komentar da je to libijski plaćenik. Kamera je prilikom toga pogrešno, cijelo vrijeme, zumirala Marinčića. Svi Lipičani su dobro znali da Gadafi nije bio libijski plaćenik, nego istinski domoljub i branitelj Lipika. Na prikazanu reportažu srpske televizije, Libijsko veleposlanstvo u Beču reagiralo je prosvjedom kod Vlade RH, te je uputilo svoje službenike u Zagreb radi istrage u vezi s pogibijom libijskog državljanina. Kako su službenicima Libijskog veleposlanstva bili stavljeni na uvid svi dokumenti koje su tražili, kao i tijelo poginulog, po završetku istrage, ispričali su se zbog neugodnosti, te su zamolili da se Gadafijevo tijelo na zahtjev obitelji, preveze u Libiju.
Nakon obdukcije i indetifikacije Gadafijevog tijela u Zagrebu, u duhu islamskih običaja obavljen je posmrtni obred koji je predvodio Šefko Omerbašić. Tijelo Ibrahima Abushaale prevezeno je u Libiju gdje je pokopan u rodnoj Misrati. Posmrtno je unaprijeđen u čin bojnika Hrvatske vojske. 

## Također pogledajte
- Napad na Pakrac
- Operacija Orada
- Stjepan Širac
- Marijan Kulhavi – Foka